# Johann Georg Max Schmidt
Johann Georg Max Schmidt (auch Maximilian) (* 23. August 1840 in Altona; † 26. Juni 1925 ebenda) war ein deutscher Jurist und Politiker.

## Leben
Als Sohn eines Advokaten und Justizrats geboren, ging Schmidt auf eine Altonaer Privatschule und auf das dortige Gymnasium. Er studierte Rechtswissenschaften in Heidelberg und Kiel. Während seines Studiums wurde er 1859 Mitglied der Burschenschaft Allemannia Heidelberg und 1861 der Burschenschaft Teutonia zu Kiel. 1863 machte er in Kiel sein Examen und wurde Rechtsanwalt in Altona und ab 1865 auch Notar. 1883 wurde er Stadtverordneter in Altona und war von 1886 bis 1890 stellvertretender Bürgerworthalter und ab 1891 als Bürgerworthalter Vorsteher des Stadtverordnetenkollegiums. 1892 wurde er Justizrat und Vorstandsmitglied der Schleswig-Holsteinischen Anwaltskammer, dessen stellvertretender Vorsitzender er 1893 wurde und damit auch Mitglied des Ehrengerichts der Anwaltskammer. 1896 wurde er Abgeordneter des Provinziallandtags von Schleswig-Holstein und stellvertretendes Mitglied des Provinzialausschusses. Er war auch stellvertretender Vorsitzender des Schleswig-Holsteinischen Städtetages. 1903 wurde er Geheimrat und 1908 Geheimer Justizrat.
Sein Sohn war der Ethnologe Max Schmidt.

## Ehrungen
- 1898: Roter Adlerorden, 4. Klasse
- Roter Adlerorden, 3. Klasse
- Ölbild im Rathaus der Stadt Altona